# Rob Paulsen
Robert «Rob» Fredrick Paulsen III (født 11. marts 1956) er en amerikansk stemmeskuespiller. Han er bedst kendt for at have lagt stemme til figurene Raphael fra 1987-versionen af Teenage Mutant Ninja Turtles, Hadji fra The Real Adventures of Jonny Quest, Yakko Warner fra Animaniacs, Pinky fra Pinky and the Brain, Spooky fra De Spoktakulære nye eventyr med Casper og Ditto fra Ben 10.